# Museo del Carlismo (Estella)
El Museo del Carlismo en Estella (Navarra) (en euskera, Karlismoaren Museoa) es un museo temático de historia, de titularidad pública, dependiente del Gobierno Foral de Navarra. Esta institución museística aborda el movimiento Carlista a lo largo de los siglos XIX y XX y ocupa el edificio conocido como Palacio del Gobernador que está situado en la Calle de la Rúa 27 de esta ciudad navarra. Fue creado en 1999 y, tras una remodelación del palacio, inaugurado en marzo de 2010.

## Historia del museo
En 1997 el Parlamento de Navarra acordó la creación del Museo y Centro de Estudios del Carlismo. En 2000 el Ayuntamiento de Estella adquirió el llamado Palacio del Gobernador con el fin de que fuera la sede del proyectado Museo del Carlismo y lo donó al Gobierno de Navarra. En este mismo año el Partido Carlista cedió al Gobierno de Navarra su fondo histórico, documental y artístico para que formara parte del Museo. En 2007 se concluyó el plan director de los contenidos temáticos del mismo. Las obras de restauración y adecuación tuvieron un coste aproximado de siete millones de euros.La inauguración tuvo lugar el 23 de marzo de 2010.

## Sede: El Palacio del Gobernador
El llamado Palacio del Gobernador es un edificio clasicista, de principios del siglo XVII (en la fachada aparece la fecha de 1613). Es probable que el nombre proceda de la segunda guerra carlista, cuando sirvió de alojamiento al gobernador carlista de Estella, puesto que el cargo de gobernador no había existido en Navarra. Está declarado Bien de Interés Cultural (BIC). Tiene 2 409 metros cuadrados de superficie construida.

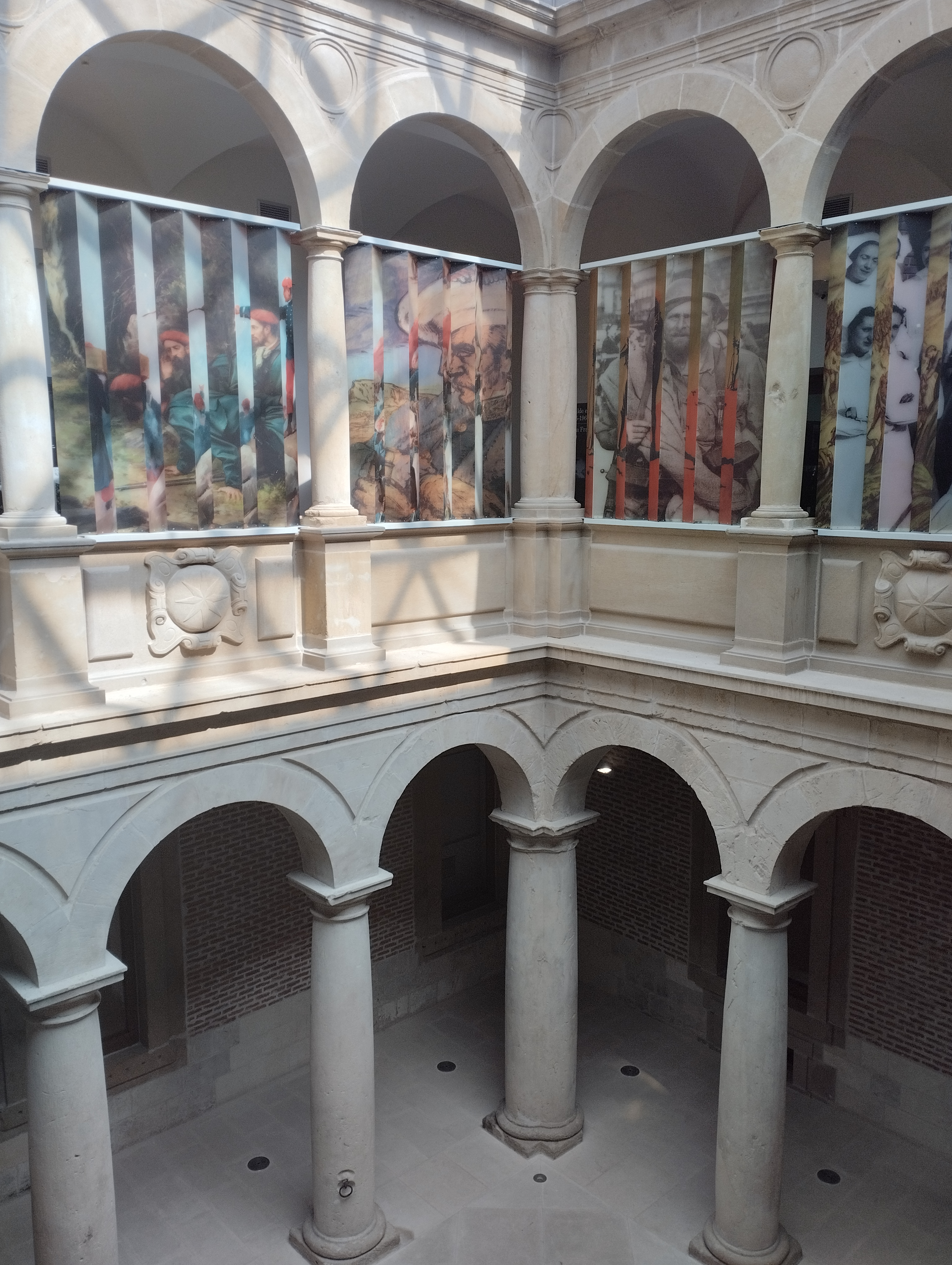
Patio interior

El palacio fue promovido por Juan de Echávarri y Larráin, perteneciente a uno de los linajes más influyentes de Estella desde el siglo XIV. En torno a 1596 fue nombrado contador de la Bula de la Santa Cruzada, lo cual le obligó a instalarse en la Corte de Felipe II. Regresó a Estella en 1604, donde, entre otros cargos oficiales, fue merino perpetuo de la ciudad y su merindad.
Se encuentra en la calle de la Rúa, en el tramo urbano del Camino de Santiago. Es una construcción sobria, acorde con el clasicismo de principios del siglo XVII imperante en la corte de los Austrias. La piedra sillar se muestra en la fachada en el zócalo, el recuadro de los vanos, en la cenefa que diferencia los dos pisos y en la cornisa; mientras que el ladrillo domina en el resto del muro, en el que destacan los numerosos mechinales. 
Tiene sótano y dos plantas. En la fachada, marcada por líneas apaisadas, el sótano se muestra mediante ventanucos rectangulares; la planta baja ofrece grandes ventanas enrejadas, dispuestas en línea con los balcones del primer piso, y la puerta adintelada, solemne por su sobriedad y altura; finalmente, en el piso superior domina el solemne balcón central.
Sobre el balcón figuran tres escudos: el central, una estrella de ocho puntas, igual que el escudo de Estella, y la leyenda “Firma manet” (lo firme permanece), corresponde al promotor del edificio, Juan de Echávarri; a su derecha está el de su primogénito, Francisco de Echávarri, y a su izquierda el de su segunda mujer, Felipa Enríquez de Cisneros, pariente del cardenal Cisneros.
El interior del edificio se ordena en torno a un patio de planta cuadrada con columnas toscanas y arcos de medio punto, de estilo clasicista. En los antepechos del primer piso vuelve a lucir el escudo del promotor. En la restauración se cubrió con una claraboya.

## Contenido del Museo
Como institución pública, su actividad integra las funciones de conservación de sus colecciones, investigación y difusión de las mismas a toda la ciudadanía, desde perspectivas que permiten entender este fenómeno ideológico en toda su complejidad. Desarrolla una programación anual de visitas guiadas a su exposición permanente así como visitas guiadas y actividades en torno a sus exposiciones temporales, así como una oferta didáctica para centros escolares, que se completa con talleres para distintos públicos. Igualmente, organiza ciclos de conferencias y actividades de carácter cultural y lúdico relacionadas con su temática. Todas sus actividades son gratuitas. Desde 2007 organiza unas Jornadas sobre el Carlismo, cuyas actas son publicadas por el Gobierno de Navarra.

### Exposición permanente
En la primera planta se encuentra la exposición permanente dedicada a la historia del carlismo desde su origen en el primer tercio del siglo XIX hasta 1977. Se exhiben piezas originales de carácter histórico y artístico, donde destacan los uniformes de los pretendientes carlistas, diferentes banderas y estandartes, medallas, piezas numismáticas y filatélicas, documentos, armas, así como diversas obras artísticas. Los espacios expositivos están en castellano y euskera. Existe además un folleto de mano en inglés y franćes a disposición del público visitante.

#### Espacios temáticos
La exposición permanente se reparte en doce espacios temáticos:

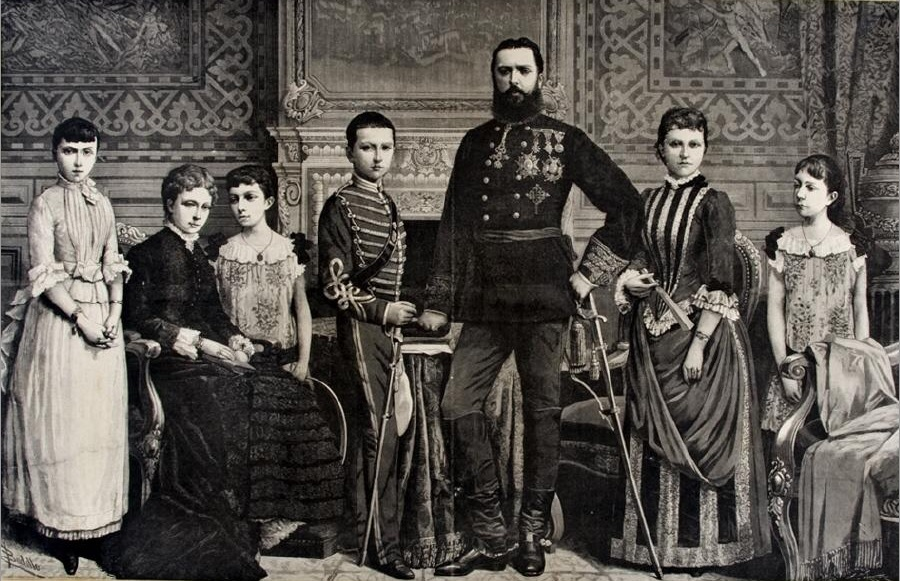
El pretendiente carlista Carlos de Borbón y Austria-Este y su familia (1886)

1. 1.	El carlismo como movimiento histórico
2. 2.	La crisis del Antiguo Régimen y la formación del carlismo
3. 3.	primera guerra carlista (1833-1839)
4. 4.	Periodo entreguerras (1845-1872)
5. 5.	segunda guerra carlista (1872-1876)
6. 6.	El arte en la guerra
7. 7.	El carlismo entre siglos
8. 8.	La Segunda República (1931-1936)
9. 9.	La Guerra Civil (1936-1939)
10. 10.	En busca de las piezas del trilema: Dios, Patria, Rey (1939-1957)
11. 11.	Con o contra Franco (1958-1965)
12. 12.	Entre el tradicionalismo y la oposición al franquismo (1968-1977)

### Exposiciones temporales
En la planta baja se desarrolla el programa de exposiciones temporales que profundiza en aspectos concretos o relacionados con el carlismo y que complementan la exposición permanente. A lo largo del año se realizan un mínimo de dos exposiciones temporales, estando una de ellas vinculada al programa "Reflexiones". Este programa propone a artistas contemporáneos dialogar, desde su práctica creativa, con las piezas y documentos de la colección, para dar una visión sobre este legado cultural desde la actualidad.

### Centro de documentación
Centro de Documentación del Museo del Carlismo recoge la documentación histórica relativa al estudio del carlismo en Navarra y España en los siglos XIX y XX. Consta de 
- Biblioteca especializada, disponible en el catálogo en línea de la Red de Bibliotecas de Navarra
- Colecciones documentales y fondos personales recibidos mediante donación o depósito
- Bases de datos archivísticas y bibliográficas sobre el carlismo

## Colecciones
Además de amplio legado carlista, dentro de colección de obras destacan las de los siguientes artistas:
- Vicente López Portaña (1772-1850)

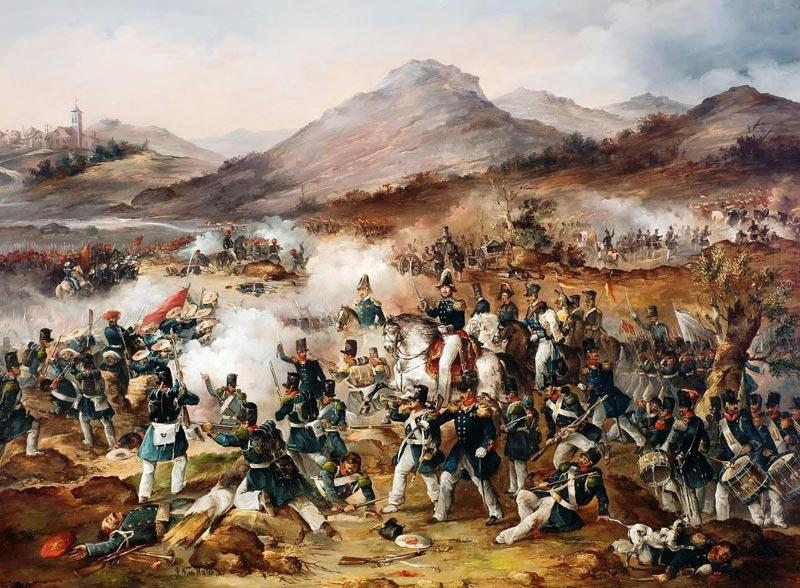
Primera Guerra Carlista. Cuadro de Van Halen

- Francisco de Paula Van Halen (1814-1887)
- Enrique Estevan y Vicente (1849-1927)
- José Cusachs (1851-1908)
- José Benlliure (1858-1937)
- Eusebi Arnau (1864-1933)
- Elías Salaverría (1883-1952)
- Gustavo de Maeztu (1887-1947)
- José González de la Peña (1887-1961)
- Leocadio Muro Urriza (1897-1987)
- Félix Baztán (1898-1977)
- Ignacio Ipiña (1932-2010)